# Halász Miklós (történész)
Halász Miklós (1918-ig: Fischer Miklós) (Nicholas Halasz) (Rozsnyó, 1895. december 12. – New York, 1985. július 26.) ügyvéd, újságíró, író, történész. Szenes Piroska (1897–1972) írónő férje.

## Életpályája
Pozsonyban és Pesten jogot tanult. Az első világháborúban (1914–1918) harcolt, majd jogi doktorátust szerzett. A forradalmak bukása után Besztercebányán telepedett le. Baloldali csehszlovák lapok tudósítójaként Párizsban, Berlinben és Stockholmban dolgozott; majd hosszabb ideig Besztercebányán folytatott ügyvédi gyakorlatot, és történelmi tanulmányokkal foglalkozott. 1937-től Párizsban Károlyi Mihály és Bölöni György köréhez tartozott. 1938-tól Franciaországban élt. 1939-ben Spanyolországban lakott. 1940-ben Portugáliában tartózkodott. 1941-ben Jászi Oszkár segítségével Madridon és Lisszabonon keresztül kijutott az USA-ba, ahol bekapcsolódott a Demokratikus Magyarok Amerikai Szövetségének munkájába, és lapjuknak, a Harcnak, majd a Magyar Forumnak lett az egyik legaktívabb szervezője és munkatársa. A háború után az elsők közt látogatott haza még 1945-ben. 1956 után is többször hazalátogatott.

### Munkássága
Különféle baloldali mozgalmakban vett részt. Eljárt a Szabó Ervin körül szerveződött anarcho-szindikalista összejövetelekre, részt vett a Galilei-kör és a Társadalomtudományi Társaság munkájában. Tagja volt a Katonatanácsnak. Rendszeresen írt a budapesti Századunkba is. New Yorkban a New School nevű szociológiai főiskolán és a Columbia Egyetemen adott elő. Történelmi életrajzokat írt, többek közt Alfred Nobelről és Rooseveltről. Befejezte Dreyfus-könyvét is, melyet több nyelvre lefordítottak. Sokat foglalkoztatta állandó témája, Kelet-Európa a háború után. Élete utolsó 10 évében a terrorizmus gyökereit és történetét kutatta. Elkezdte írni önéletrajzát is, de csak néhány életrajzi novellával készült el. A progresszív magyar emigráció úgyszólván minden tagjával, többek közt a Polányi családdal s Bartók Bélával is kapcsolatban állt.

## Családja
Szülei: Fischer Mór és Ferderber Róza voltak. 1927. október 30-án, Budapesten házasságot kötött Szenes Piroska (1897–1972) írónővel.

## Művei
- Csehszlovákia, 1918-1938 (Budapest, 1938)
- Dreyfus kapitány. Egy tömeghisztéria története (Capitain Dreyfus. The story of a mass hysteria, New York, 1955, Budapest, 1967, 1980)
- Roosevelt Through Foreign Eyes (Princeton, 1959)
- In the Shadow of Russia. Eastern Europe in the Postavar World (New York, 1959)
- Nóbel. A Biography of Alfred Nobel (New York, 1961)
- The Rattling Chains. Slave Unrest and Revolt in the Antebellum South (New York, 1966)
- Szabó Ervin elnököl (Budapest, 1968)
- Tiszta szívű gyilkosok (Budapest, 1972)